# Futoška (Novi Sad)
Futoška (srbsky Футошка) je ulice v srbském městě Novi Sad, hlavním městě autonomní oblasti Vojvodina. Pojmenována je podle města Futog, ke kterému směřuje z centra města.
Ulice se táhne přibližně západo-východním směrem. Na svém východním okraji začíná na konci ulice Jevrejska a Bulevar oslobođenja, pokračuje potom kolem kostela sv. Rocha a kasárny A. Reisse k Futošskému parku a Klinickému centru Vojvodiny. Ulice končí na křižovatce s třídou Bulevar Evrope, kde dále pokračuje jako Futoški put (Futožská cesta).
Patří k nejstarším ulicím ve městě.
Ulice se nachází i na historických mapách/mapováních z 19. století, přiléhala k ní křížová cesta, která se do současné doby nedochovala.
Jedná se o rušnou čtyřproudou ulici. Je lemována po celé své délce stromořadím a cyklostezkami. Vedeno je tudy několik linek městské autobusové dopravy. Dříve po ní jezdily tramvaje.